# Stazione di Mirandola-Ozzano
La stazione di Mirandola-Ozzano è stata una stazione ferroviaria della linea Bologna–Ancona. Chiusa al servizio viaggiatori nel 2002, dal 2004 svolge la funzione di posto di movimento.

## Storia
Venne aperta il 1º settembre 1861 con l'inaugurazione del tronco Bologna Centrale-Forlì.
Per quanto ubicata in posizione defilata relativamente alla città di Bologna, la stazione di Mirandola-Ozzano ebbe, dagli anni quaranta del XX secolo, una funzione importante per la gestione del traffico ferroviario della linea Bologna-Ancona e per la linea di Cintura.
A Mirandola-Ozzano, infatti, con l'attivazione della linea di Cintura vennero affidate le mansioni di "Stazione Porta" assieme a Bologna San Ruffillo, Bologna Corticella, Tavernelle Emilia, Lavino e Bologna Borgo Panigale.
La funzione principale delle Stazioni Porta di Bologna è quella di smistare il traffico inviando i treni a Bologna Centrale, oppure a uno degli scali merci come Bologna San Donato, Bologna Ravone o alla stazione-porta di uscita nel caso il treno non debba transitare dalla Centrale.
Altra funzione primaria delle Stazioni Porta è di consegnare ai treni le varie prescrizioni per rendere edotto il personale di macchina, ed eventualmente di scorta, sulla situazione che il treno incontrerà nel percorrere la tratta successiva.
Dal punto di vista ferroviario, quindi, Mirandola-Ozzano è stata una delle stazioni più importanti della regione.
L'Ordine di Servizio nº 46 del 28 marzo 1935 istituiva la Quinta Sezione D.C. (Bologna-Rimini) nel Reparto Dirigenti Centrali di Bologna. Furono definiti i limiti territoriali della varie Sezioni D.C. che formavano il Reparto stesso. In base a quanto disposto con il citato O.S. la Linea di Cintura e i tratti di linea dal Bologna Centrale alle stazioni-porta veniva gestita dal Dirigente Centrale della Prima Sezione che aveva come limiti:
- Bologna C. (i) – Tavernelle (e);
- Bologna C. (i) – Castelmaggiore (e);
- Bologna S. Ruffillo (e); Bologna C. – Lavino (e);
- Bologna C. (i) – Mirandola Ozzano (e).

dove (i) ed (e) significano rispettivamente "inclusa" ed "esclusa", per specificare quale Sezione D.C. doveva gestire una stazione di confine fra una sezione e l'altra.
Mirandola-Ozzano, quindi, come tutte le stazioni porta, venne posta sotto la gestione del D.C. della sezione relativa alla linea dalla stazione porta di Bologna all'altra capotronco (Padova, Verona, Rimini ecc.). Per certi versi Mirandola-Ozzano divenne il "vero" capolinea della Bologna-Rimini.
A seguito dei lavori per l'automatizzazione della gestione del traffico ferroviario, la stazione è stata disabilitata e telecomandata dall'SCC di Bologna-Nodo. La gestione della componente burocratica del traffico è stata demandata ad altre stazioni precedenti.
A causa della sua posizione piuttosto defilata rispetto ai principali insediamenti abitativi della zona, la stazione ha svolto un servizio viaggiatori piuttosto contenuto, specialmente con l'attivazione di regolari e maggiormente flessibili servizi di autobus fra Bologna e le città dell'hinterland orientale. Fino al momento della dismissione, quindi, Mirandola-Ozzano era servita da un numero limitato di treni regionali con un movimento giornaliero di poche decine di passeggeri.
Per quanto riguarda il servizio viaggiatori, dal 2002 la stazione è stata sostituita dalla fermata di Ozzano dell'Emilia.
Il 30 giugno 2004 è stata declassata da stazione a posto di movimento.